# 한국 제정복고 미수 사건
한국 제정복고 미수 사건 또는 한국 제정복구 미수 사건은 한국의 역사학자 이유립이 6.25 전쟁의 혼란을 틈타 대한민국 대통령 이승만을 폐위시키고 영친왕을 옹립, 황실을 복구하려던 사건이다. 다년간 자금과 사람을 모으고 일본에 있는 교포단체와의 접선을 수상하게 여긴 누군가의 신고로 부산중부경찰서 형사가 이들을 미행, 추적하여 이유립 외 7명이 체포되었다.
재판은 비공개로 진행되고 1952년 12월 5일 서울지방법원에서는 혐의자 전원을 무죄판결을 선고했는데 피고인 개개인에게는 징역형을 구형했다. 왕정복고사건(王政復古事件), 왕제벽보사건(王制壁報事件), 왕정 벽복 사건(王制壁復事件), 왕정복구 미수 사건등으로도 불린다.

## 개요
한국독립당원이자 사학자였던 이유립은 청주상대 학생 이용하(李容夏) 등과 정치혁명민족협의체 혹은 정치혁명민족회라는 조직을 결성, 수년간 자금과 사람을 모았다. 대한제국이 일본에 의해 망한 것이고 당시에는 조선 말, 대한제국시대에 태어난 사람이 생존해 있어서 그의 제정복구 주장은 수긍되었다. 정치혁명민족협의회는 왕정복구단, 왕정복고단이라 불렸다.
1951년 8월 이유립 등은 일본에 있던 재일교포 재일조련 선전부 부원 이정(李正)과도 연락하였다.
1951년 9월 이유립, 이용하는 붉은문화사 라는 서점, 인쇄소를 개설했다. 대외의 표면적 간판이고 실은 정치혁명민족협의회의 활동 공간이었다.
1951년 7월 청주군 청주읍내에 붉으래문화사를 개설하고, 재일조선인연맹 선전부부책 이정 등과 연락했다. 이들이 누가 남로당계이고 누가 한독당계였는지는 이설이 돌았다.
사람과 자금을 모으는 것을 수상하게 여긴 익명의 신고자에 의해 부산중부경찰서에 접수되었다. 부산중부경찰서에 사건 접수된 시점은 뉴스에 보도되지 않았다. 부산중부경찰서는 사찰계원을 비밀리에 보내 이들을 정탐했다.

## 경과
1951년 9월 20일 이유립은 이용하를 통해 일본에 있던 영친왕에게 보내는 편지 서신을 당시 경상남도에 체류 중이던 순정효황후 윤씨에게 전달하려 했다. 이유립은  청주상업대학교 학생 이용하를 통해 경상남도 모처에 있던 순정효황후에게 젊은 여승을 통해 전달하려 했다.
그러나 이들을 추적하던 부산중부경찰서 사찰계원이 이용하를 체포, 이어 청주와 대전에 있던 이유립, 노봉우, 홍성도 등 8명과 나머지 가담자들이 체포되었다. 이유립 등을 국가보안법 위반 혐의로 검찰에 넘겨 윤운영 검사의 취조를 받았다. 당시 TV 뉴스에는 제정 복고, 왕정 복구를 시도하는 단체의 존재가 보도되지 않았다. 이유립 등이 모은 자금 액수와 압수된 금액 역시 언론에 보도되지 않았다. 체포, 기소 과정은 모두 비공개로 진행되었다.
서울지방검찰청 윤운영 검사는 해당 사건을 수사, 1952년 7월 12일 사건 조사를 종료하고 이들에게 국가보안법 제1조 3호, 제3조를 적용했다.
7월 14일 이 중 주동자 4명은 기소되었다.
11월 26일 제3차 공판에서 이유립 징역 3년, 이용하 징역 3년, 노봉우 징역 4년, 홍성도 징역 2년형이 각각 구형되었다.

## 결과
1952년 12월 5일 서울지방법원 제4호 법정 홍재화 부장판사, 장순룡 판사, 조규광 판사 등이 배석, 재판하였다. 재판과정은 비공개로 진행되었다. 판결에서 피의자 전원에게 무죄 선고를 내렸다. 그러나 곧 이유립, 이용하는 징역 3년형, 홍성도는 징역 2년, 노봉우는 원심대로 징역 4년이 구형됐다.
노봉우는 6.25 전쟁 이전에 남로당에 가입한 전력이 있어 2년 징역에 집행유예 3년이 추가 구형되었다. 기타 단순 가담자들은 무죄판결을 받고 풀려났다.
피고인 전원이 무죄 선고를 받았는데 징역형이 구형되었다.

## 같이 보기
- 왕정 복고
- 이유립
- 영친왕
- 대한제국 황실
- 왕정복고 (일본)